# Profil topographique
Un profil topographique ou une coupe topographique est une méthode de représentation du relief. Contrairement à une carte topographique, un profil topographique est un graphique affichant l'altitude en ordonnée pour tout point d'un segment choisit sur une carte. Une série de profils parallèles, pris à intervalles réguliers sur une carte, peut être combinée pour fournir une vue tridimensionnelle plus complète.

## Applications
L'une des applications principales des profils topographiques concerne la construction d'ouvrages de grande longueur et de faible largeur, comme les routes, les égouts ou les pipelines mais également pour évaluer la difficultés de courses cyclistes ou  de circuits de randonnées,. 
Parfois, des profils topographiques apparaissent sur des cartes imprimées (routes de navigation, plans de fouilles) mais surtout sur les cartes géologiques, où ils sont utilisés pour montrer la structure interne des roches affleurant en surface. Les personnes qui étudient les ressources naturelles, notamment les géologues, les géomorphologues, les pédologues et les spécialistes de la végétation, établissent des profils permettant d’observer la relation entre la structure d'une région et les changements topographiques.

## Exemples

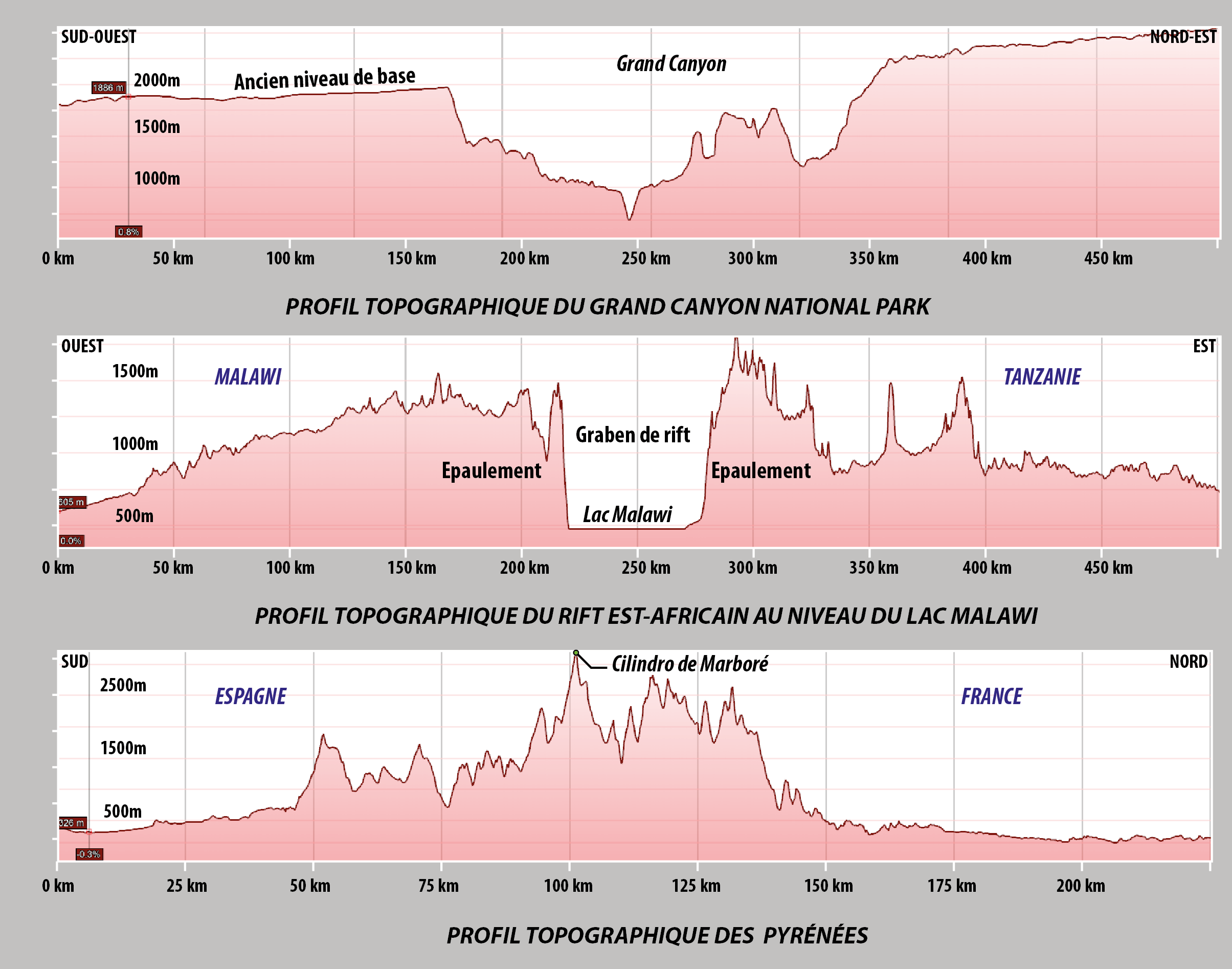
Exemples de profils topographiques à travers (1) Le Grand Canyon, (2) Le Rift Est-Africain et (3) un orogène (les Pyrénées)